# Riflesso nervoso
Un riflesso nervoso è una risposta automatica e involontaria dell'organismo, mediata dal sistema nervoso con la formazione di un arco riflesso che genera una risposta in seguito a uno stimolo proveniente dall'ambiente o dall'interno del corpo.

## Tempo di risposta
Il tempo di risposta è il tempo che intercorre tra il momento in cui l'apparato nervoso viene sottoposto ad uno stimolo e il momento in cui si realizza la risposta dell'organismo a tale stimolo, in seguito all'elaborazione dell'informazione da parte del cervello.
A sua volta, il tempo di risposta è costituito da due contributi:
- tempo di movimento
- tempo di reazione, che è definito come l'intervallo di tempo che intercorre tra il momento in cui il cervello rappresenta uno stimolo sensoriale e il momento in cui avviene la conseguente risposta comportamentale. Tale risposta può essere di diverso tipo: movimenti oculari, risposta vocale, pressione di un pulsante o altri comportamenti osservabili. In psicologia psicometrica, il tempo di reazione viene considerato un indice della velocità di processamento delle informazioni da parte del cervello umano.

Negli umani il tempo di risposta agli stimoli visivi è tipicamente fra i 150 e i 300 millesimi di secondo

## Tipologia
I riflessi nervosi si suddividono in viscerali o somatici a seconda che interessino funzioni vegetative o organi della vita di relazione. Tra questi ultimi si distinguono riflessi propriocettivi o profondi, attivati in seguito alla stimolazione di recettori detti propriocettori, e riflessi esterocettivi o superficiali innescati dalla stimolazione di altri recettori, detti esterocettori.
I primi dipendono da un'unica sinapsi, che corrisponde ad un unico segmento spinale; i secondi, più superficiali, dipendono invece da una moltitudine di sinapsi.
Nei neonati e nei bambini la valutazione di alcuni riflessi caratteristici, chiamati appunto riflessi neonatali, può fornire al medico informazioni sul corretto sviluppo del sistema nervoso.
I riflessi non sono una esclusività dell'uomo. La ritroviamo anche in altri animali, anche se sono quasi tutti in comune, è l'esempio del Riflesso di immersione che colpisce soprattutto i mammiferi marini.

## Modalità di stimolazione
I riflessi nervosi possono essere valutati con particolari manovre per rilevare segni sospetti di lesioni del sistema nervoso centrale o periferico, fornendo informazioni sulle condizioni del segmento midollare sede del neurone intercalare.
In particolare, i riflessi propriocettivi muscolo-tendinei sono valutabili colpendo con un martelletto i tendini dei muscoli estensori in prossimità di una articolazione.
I riflessi esterocettivi sono invece evocati stimolando la cute con una piccola punta o con un batuffolo di cotone.

## Iperreflessìa
L'iperreflessìa è un'eccessiva e incontrollata attività dei riflessi che può essere indicativa di un disturbo neuro-motorio superiore o di perdita delle capacità di controllo esercitata dai centri cerebrali su quelli spinali.

## Esempi di riflessi
- Riflesso tonico labirintico
- Riflesso miotatico
  - Riflessi osteo-tendinei:
    - Riflesso patellare o rotuleo
    - Riflesso bicipitale
    - Riflesso del tricipite della sura
    - Riflesso tricipitale
- Riflesso miotatico inverso
- Riflesso condizionato
- Riflesso di prensione palmare
- Riflesso spinale di Galant
- Riflesso tonico simmetrico cervicale
- Riflesso tonico asimmetrico cervicale
- Riflesso faringeo
- Riflesso palpebrale o corneale
- Riflesso a onda quadra
- Riflesso consensuale alla luce
- Riflesso cubitale
- Riflesso dei punti cardinali
- Riflesso del paracadute
- Riflesso di Hering-Breuer
- Riflesso vestibolo-oculare
- Riflesso pupillare
- Riflesso glabellare
- Riflesso di Bezold–Jarisch